# Zoran Arsenić
Zoran Arsenić (ur. 2 czerwca 1994 w Osijeku) – chorwacki piłkarz grający na pozycji obrońcy w Rakowie Częstochowa.

## Życiorys
Jest wychowankiem klubu NK Osijek. W latach 2004–2011 trenował w jego zespołach juniorskich. W 2011 roku został piłkarzem NK Višnjevac. Po roku powrócił do Osijeka, a w 2013 roku dołączył do jego pierwszego zespołu. W rozgrywkach Prvej hrvatskiej nogometnej ligi zadebiutował 22 lipca 2013 w przegranym 1:2 spotkaniu przeciwko Lokomotivie Zagrzeb. 9 sierpnia 2013 został wypożyczony na rok do HNK Segesta. W jego barwach rozegrał dziewiętnaście meczów ligowych. W kolejnym sezonie przebywał na wypożyczeniu w NK Sesvete, grając w 20 meczach ligowych i zdobywając 2 gole.
W styczniu 2017 podpisał obowiązujący od lipca tego samego roku kontrakt z Wisłą Kraków. W odpowiedzi na ten krok jego dotychczasowy klub przesunął go do końca trwania umowy do drużyny rezerw. Równocześnie zakazał mu gry w jej meczach. W Ekstraklasie zadebiutował 14 lipca 2017 w wygranym 2:1 meczu przeciwko Pogoni Szczecin. Na boisko wszedł w 85. minucie gry, zmieniając Frana Véleza. 17 lutego 2018 zanotował pierwsze trafienia w lidze, strzelając dwie bramki Arce Gdynia w wygranym 3:2 spotkaniu.
17 maja 2018 podpisał nowy kontrakt z klubem Wisła Kraków, obowiązujący do 2022 roku.
Na początku stycznia 2019 roku, w związku z zaległościami finansowymi, Arsenić pożegnał się z Wisłą, rozwiązując kontrakt. 16 stycznia 2019 został zawodnikiem Jagiellonii Białystok, podpisując z nią 3,5-letni kontrakt. 7 września 2020 został wypożyczony do HNK Rijeka. Wypożyczenie zostało zakończone 23 lutego 2021 roku, a dzień później Zoran został wypożyczony do końca sezonu do grającego w Ekstraklasie Rakowa Częstochowa.

## Statystyki klubowe
(aktualne na dzień 21 lutego 2025)
| Klub                  | Sezon     | Liga      | Liga        | Liga  | Liga | Puchar krajowy | Puchar krajowy | Europa | Europa | Inne  | Inne | W sumie | W sumie |
| Klub                  | Sezon     | Liga      | Liga        | Mecze | Gole | Mecze          | Gole           | Mecze  | Gole   | Mecze | Gole | Mecze   | Gole    |
| --------------------- | --------- | --------- | ----------- | ----- | ---- | -------------- | -------------- | ------ | ------ | ----- | ---- | ------- | ------- |
| NK Višnjevac          | 2011/2012 | Chorwacja | Treća HNL   | 2     | 0    | ?              | ?              | –      | –      | –     | –    | 2       | 0       |
| NK Osijek             | 2013/2014 | Chorwacja | Prva HNL    | 1     | 0    | 0              | 0              | –      | –      | –     | –    | 1       | 0       |
| HNK Segesta (wyp.)    | 2013/2014 | Chorwacja | Druga HNL   | 19    | 0    | 0              | 0              | –      | –      | –     | –    | 19      | 0       |
| NK Sesvete (wyp.)     | 2014/2015 | Chorwacja | Druga HNL   | 20    | 2    | 0              | 0              | –      | –      | –     | –    | 20      | 2       |
| NK Osijek             | 2015/2016 | Chorwacja | Prva HNL    | 24    | 0    | 2              | 0              | –      | –      | –     | –    | 26      | 0       |
| NK Osijek             | 2016/2017 | Chorwacja | Prva HNL    | 17    | 0    | 3              | 0              | –      | –      | –     | –    | 20      | 0       |
| Wisła Kraków          | 2017/2018 | Polska    | Ekstraklasa | 31    | 3    | 2              | 0              | –      | –      | –     | –    | 33      | 3       |
| Wisła Kraków          | 2018/2019 | Polska    | Ekstraklasa | 12    | 0    | 3              | 0              | –      | –      | –     | –    | 15      | 0       |
| Jagiellonia Białystok | 2018/2019 | Polska    | Ekstraklasa | 13    | 0    | 2              | 0              | –      | –      | –     | –    | 15      | 0       |
| Jagiellonia Białystok | 2019/2020 | Polska    | Ekstraklasa | 30    | 0    | 0              | 0              | –      | –      | –     | –    | 30      | 0       |
| Jagiellonia Białystok | 2020/2021 | Polska    | Ekstraklasa | 1     | 0    | 1              | 0              | –      | –      | –     | –    | 2       | 0       |
| Hnk Rijeka            | 2020/2021 | Chorwacja | 1 HNL       | 9     | 0    | 1              | 0              | –      | –      | –     | –    | 10      | 0       |
| Raków Częstochowa     | 2020/2021 | Polska    | Ekstraklasa | 9     | 1    | 2              | 0              | –      | –      | 0     | 0    | 11      | 1       |
| Raków Częstochowa     | 2021/2022 | Polska    | Ekstraklasa | 21    | 1    | 5              | 0              | 5      | 0      | 1     | 0    | 32      | 1       |
| Raków Częstochowa     | 2022/2023 | Polska    | Ekstraklasa | 31    | 0    | 4              | 0              | 6      | 0      | 1     | 0    | 42      | 0       |
| Raków Częstochowa     | 2023/2024 | Polska    | Ekstraklasa | 16    | 0    | 1              | 0              | 8      | 0      | 1     | 0    | 26      | 0       |
| Raków Częstochowa     | 2024/2025 | Polska    | Ekstraklasa | 11    | 1    | 0              | 0              | –      | –      | –     | –    | 11      | 1       |
| Raków Częstochowa     | Ogólnie   | Ogólnie   | Ogólnie     | 88    | 3    | 12             | 0              | 19     | 0      | 3     | 0    | 122     | 3       |
| W sumie               | W sumie   | W sumie   | W sumie     | 267   | 8    | 26             | 0              | 19     | 0      | 3     | 0    | 315     | 8       |

## Sukcesy

### Klubowe

#### Raków Częstochowa
- Mistrzostwo Polski: 2022/2023[10]
- Wicemistrzostwo Polskiː 2020/2021
- Puchar Polski: 2020/2021, 2021/2022

- Superpuchar Polski: 2021, 2022

## Życie prywatne
Jego młodzieńczymi idolami byli Alessandro Nesta i Mats Hummels. Inspirował się również grą Vedrana Ćorluki, swojego rodaka.